# Церковь Рождества Христова (Сосновское)
Церковь Рождества Христова — православный храм в селе Сосновское, Свердловской области.
Постановлением Правительства Свердловской области № 859-ПП от 28 декабря 2001 года присвоен статус памятника архитектуры регионального значения.

## История
Краснокирпичное здание стоит на берегу озера Сосновского в центре села.
Первое деревянное здание заложено в 1861 году. Однопрестольный храм строился до 1864 года, в котором церковь была освящена в Рождества Христова. Здание было полностью уничтожено пожаром 1866 года. Капитальный каменный храм был возведён в 1915—1916 годах. В 1937 году расстрелян священник церкви, Панов Михаил Степанович. В 1939 году церковь была закрыта.
Восстановительные работы и службы начались в 2004 году.

## Архитектура
Здание является оригинальным и редким для уральского региона памятником церковного зодчества позднего этапа «византийского стиля».
Объёмную композицию здания составляют восьмигранная храмовая часть с примыкающей к ней пятигранной апсидой, притвор и развитая крытая паперть, увенчанная колокольней.
Система фасадных членений отражает планировочную структуру здания и следует правилам ордерной тектоники. Собранные в пучки колонны полного ордера (с пьедесталами) закрепляют углы храмового восьмерика и паперти, зрительно поддерживают архивольты и антаблемент, охватывающий здание по периметру.
Купол, «византийский» по характеру оформления, увенчан главкой «русского» стиля. Композиция колокольни была построена на контрастном изменении поперечника и высоты от нижнего яруса к верхнему ярусу звона, увенчанному горкой из кокошников и двухъярусной луковичной главкой.
Лёгкие и тяжеловесные, почти лишенные декора объёмы храма убедительно сопоставлены со свойственной позднему этапу «византийского стиля» свободой интерпретации прототипов. Внутреннее пространство восьмигранного в плане храма динамично, при этом не лишено гармонии и единства. Ведущей темой при оформлении интерьера выбрана арка. Большие и малые арочные ниши, чередуясь между собой, образуют замкнутую по кругу аркаду, поддерживающую купол со световым фонарём.